# Nikolaï Gordenine
Nikolaï Nikolaïevitch Gordenine (en russe : Николай Николаевич Горденин), (1864-1914) est un architecte russe, auteur d'un grand nombre de projets et de reconstructions de maisons et d'églises à Kiev et dans la province de Kiev. 

## Biographie

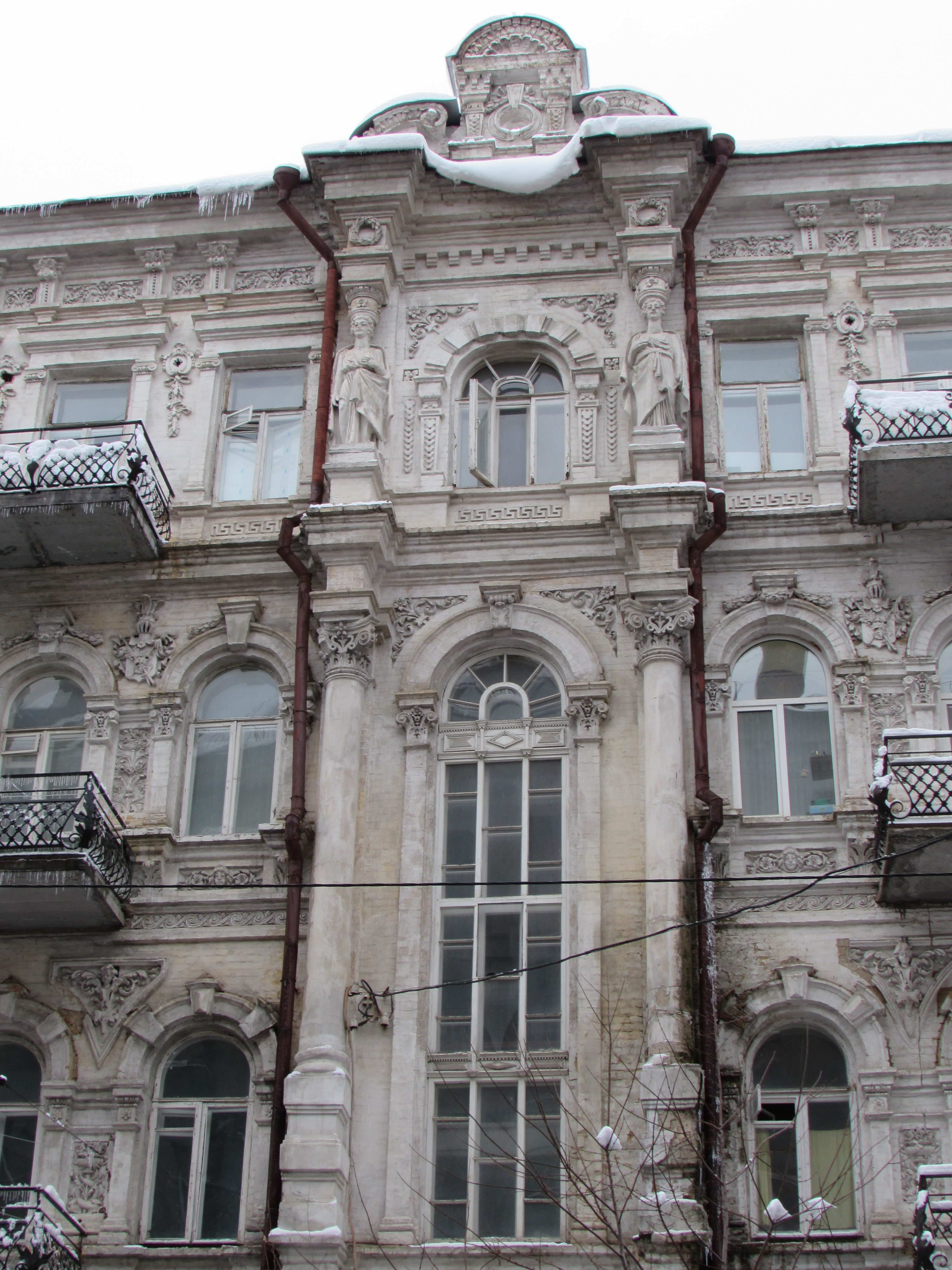
Чапаєва 4

Nikolaï Nikolaïevitch Gordenine est né le 24 janvier 1864 à Tambov. En 1884, il est diplômé de l'École de peinture, de sculpture et d'architecture de Moscou et reçoit[Quoi ?]. Il travaille dans la ville de Rybinsk en tant qu'architecte de la ville. 
À partir de 1886, il travaille à Kiev, où il conçoit un certain nombre de bâtiments.
Au cours de ces années, Gordenine vit dans un appartement qu'il a loué dans un immeuble de la rue Yaroslavov Val numéro 29. Dans cette maison, sur le projet de l'architecte, un troisième étage est ajouté. En 1911-1912, l'architecte loge dans sa propre maison sur la rue Koudryavskaya, 15 (non conservée). 
Il meurt en 1914. 

## Œuvres

### Dans Kiev, un ensemble d'immeubles bourgeois
On compte parmi ses réalisations : 
- des immeubles sur la descente Saint-André : n ° 13 (1888–1889; où vécut la famille du professeur de l'Académie théologique de Kiev Afanase Ivanovitch Boulgakov vet qui abrite aujourd'hui le musée de l'écrivain Mikhail Bulgakov ), n ° 24 (fin du XIXe siècle) ;
- un immeuble résidentiel sur la rue Lviv № 22 (1890);
- un immeuble résidentiel dans le domaine de V. Mitrofanov dans la rue. Borisoglebskaya n ° 15 (1899);
- un immeuble résidentiel sur la rue Trekhsvyatitelskaya numéro 5 (1892-1894);
- des immeubles sur la rue Svyatoslavskaya (plus tard - Chapaeva puis Lipinskogo): n ° 4-b (1899), n ° 9, 7, 11, 13 (1900-1901);
- un immeuble résidentiel de la rue Yaroslavov Val, n ° 29 (troisième étage - extension, 1897-1898);
- des immeubles sur la rue Yaroslavskaya n ° 31 (1899), n ° 49 (1893);
- des immeubles de rapport sur la rue Malozhitomirskaya n ° 18 (1895), n ° 13 (1896), rue Malopodvalnaya n ° 15 (1896).
- un immeuble sur la rue Horyva, 49-b., 1901–02, .

Gordenine est également l'auteur des projets de construction pour la communauté juive de Kiev (1894) et de la synagogue de la rue Chchekavitska no 29 (1894-95) dans un style néo-mauresque. 

#### Les immeubles

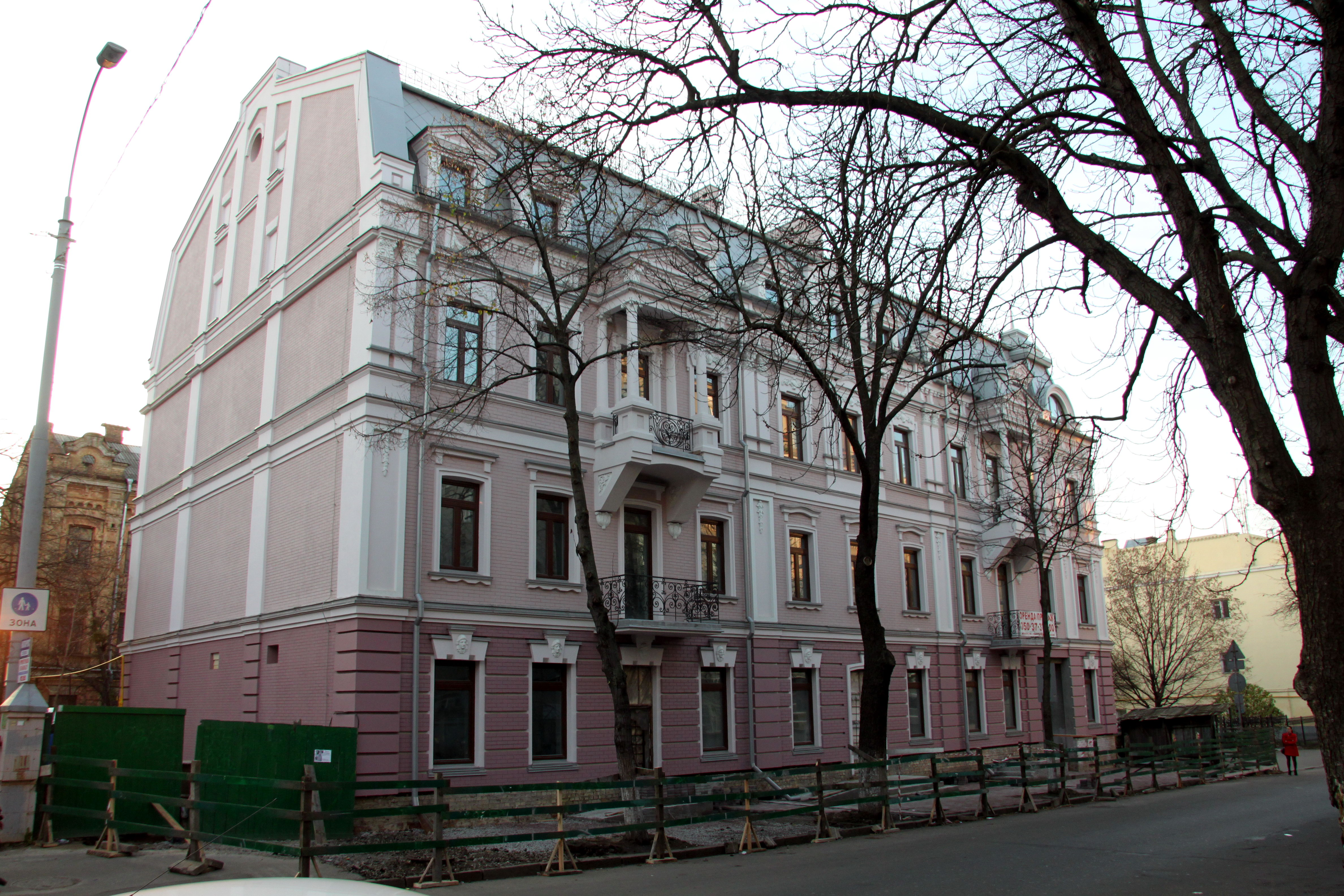
Yaroslaviv Val 29
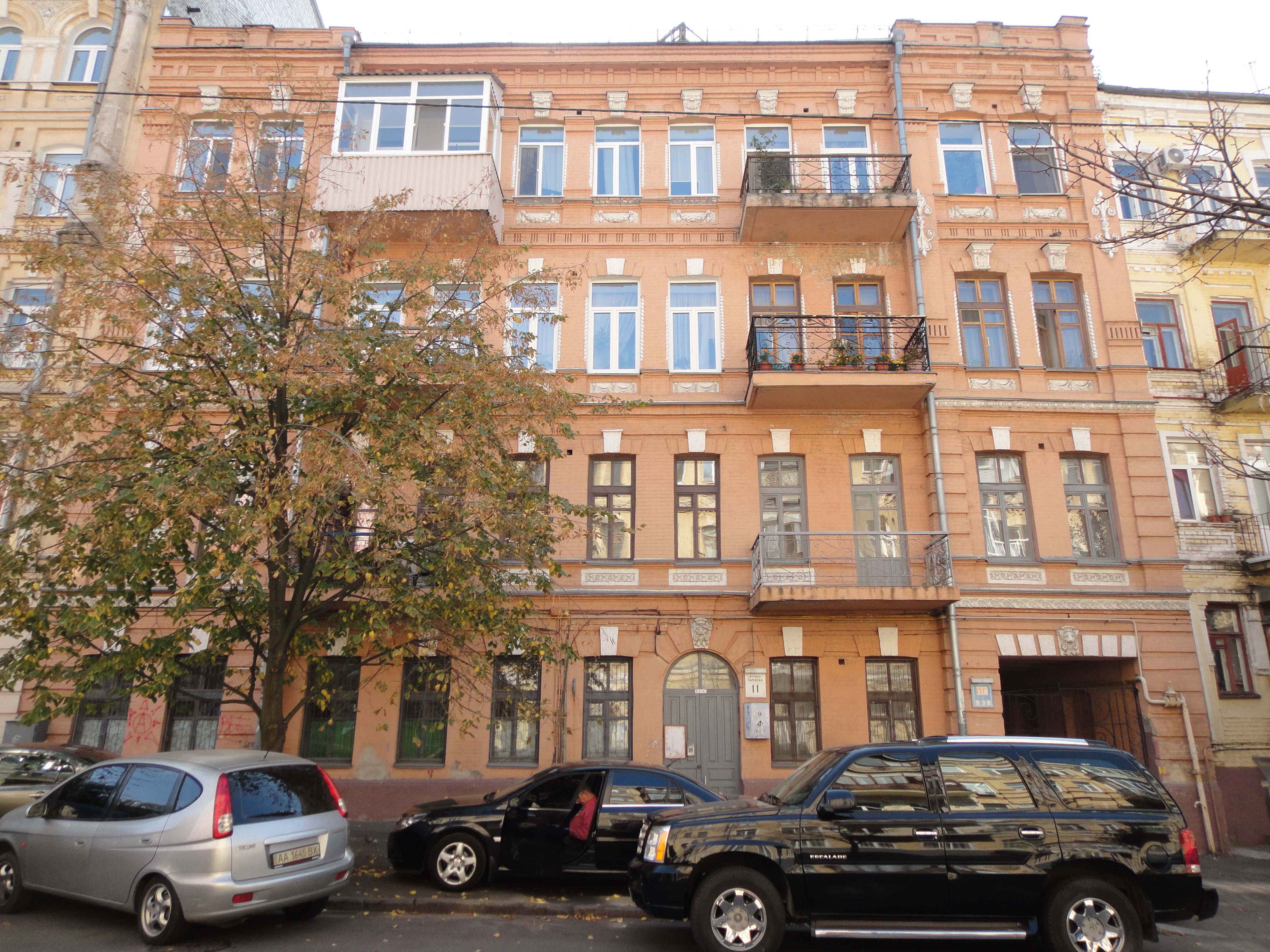
Lypynskogo 11: un immeuble peu orné.
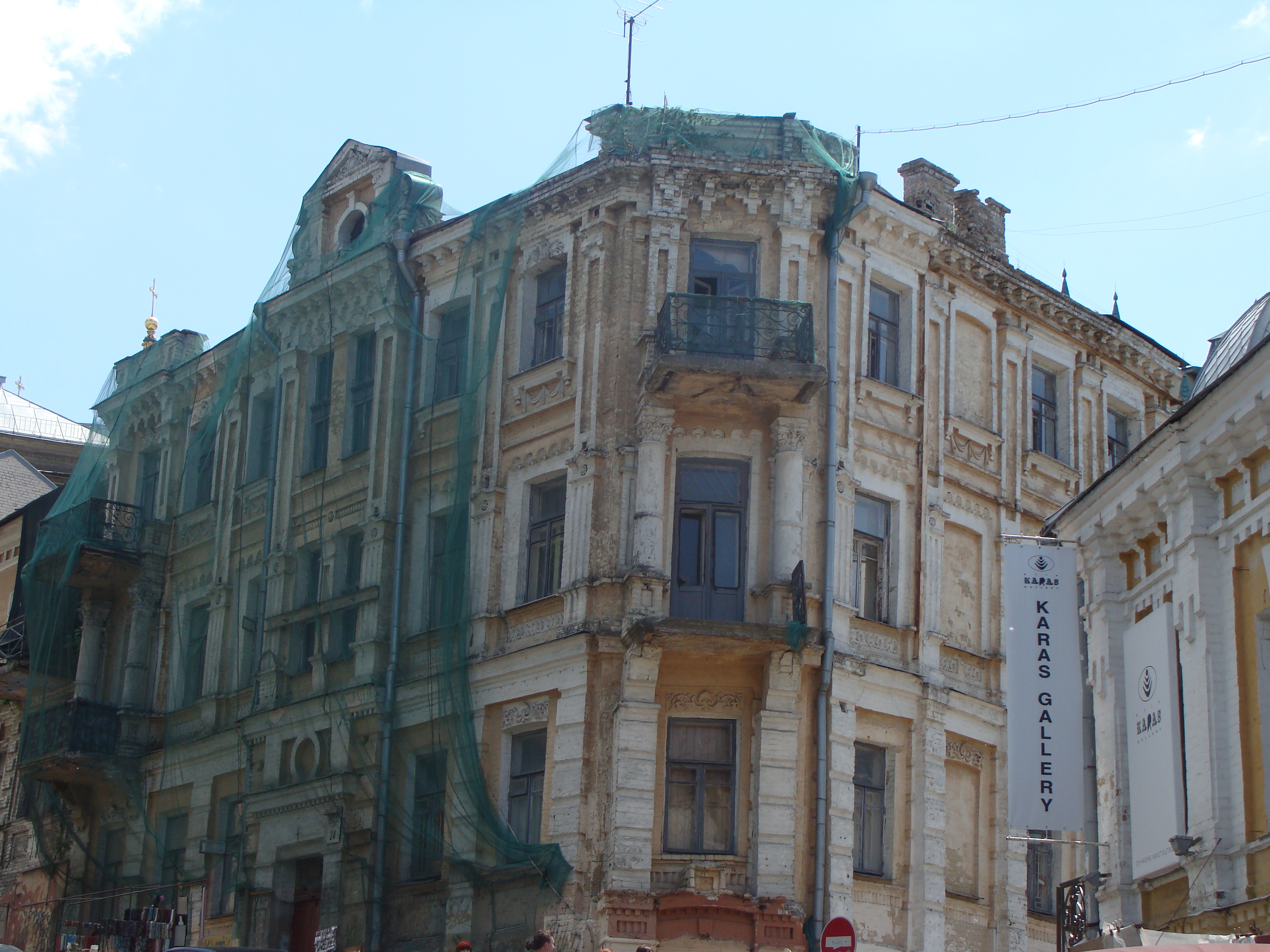
Descente Saint-André: une façade très rythmée.
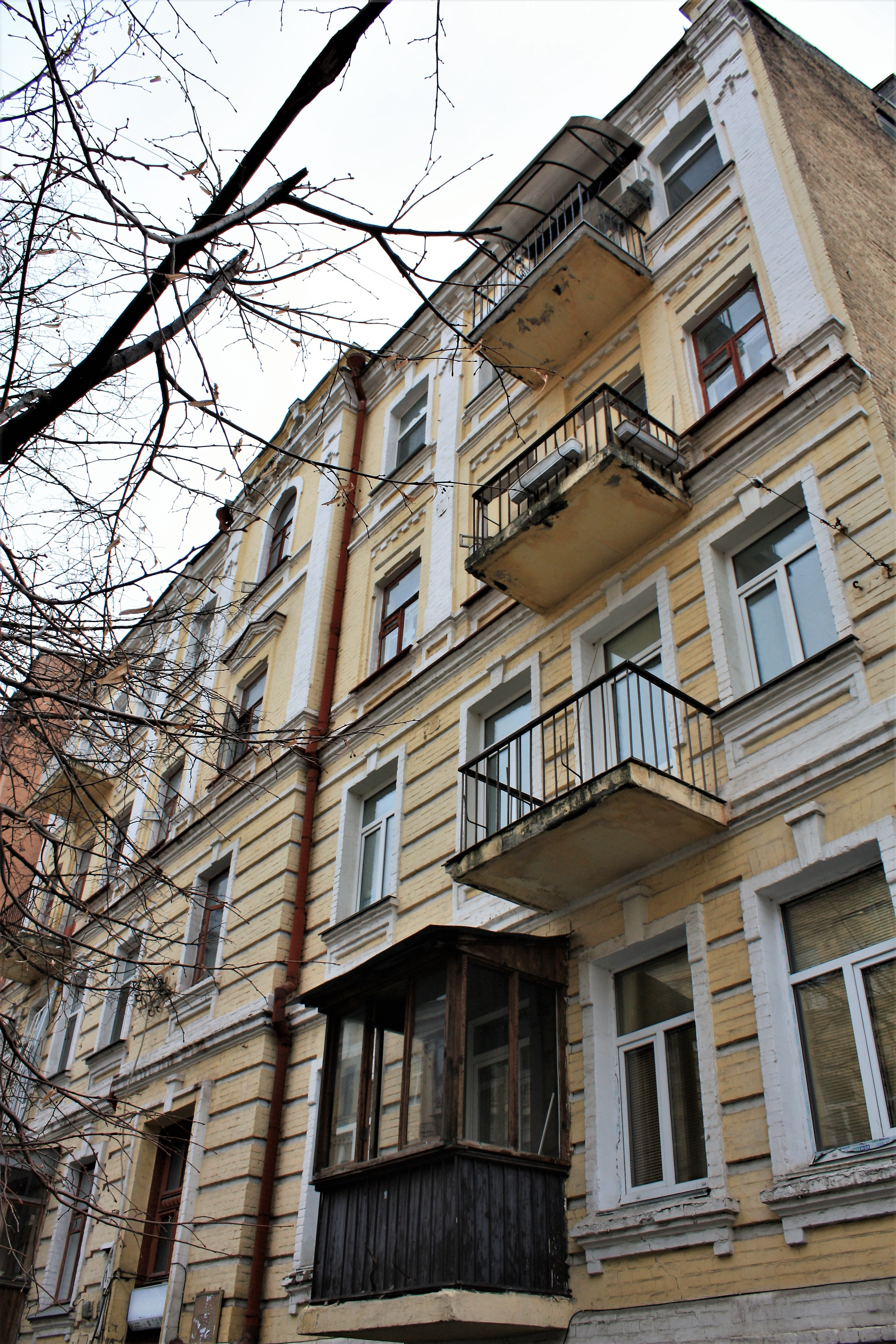
Lypynskogo 13: un immeuble peu orné mais rythmé par des pilastres.
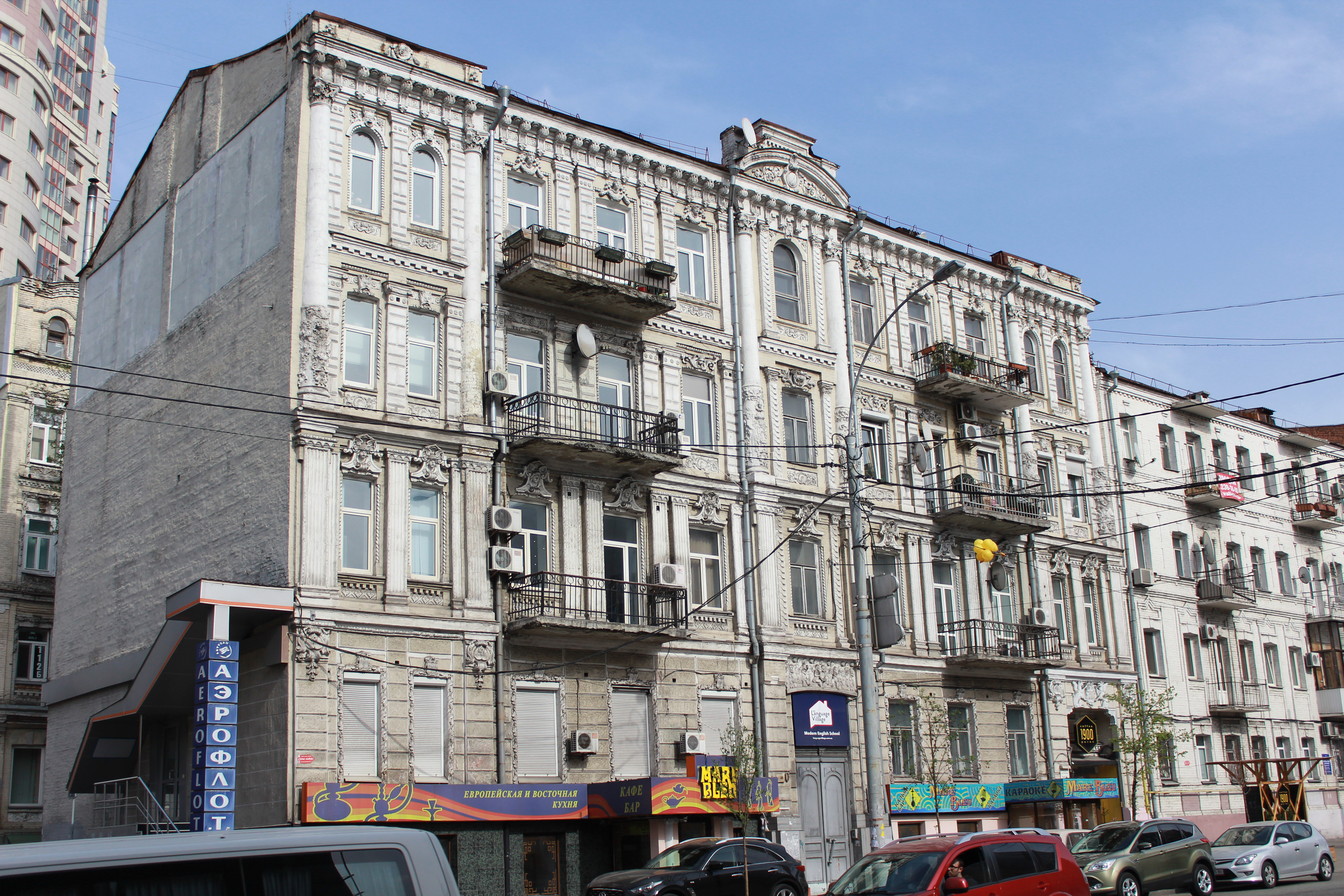
Saksanskogo 112: un immeuble alternant pilastres et grandes colonnes centrales.
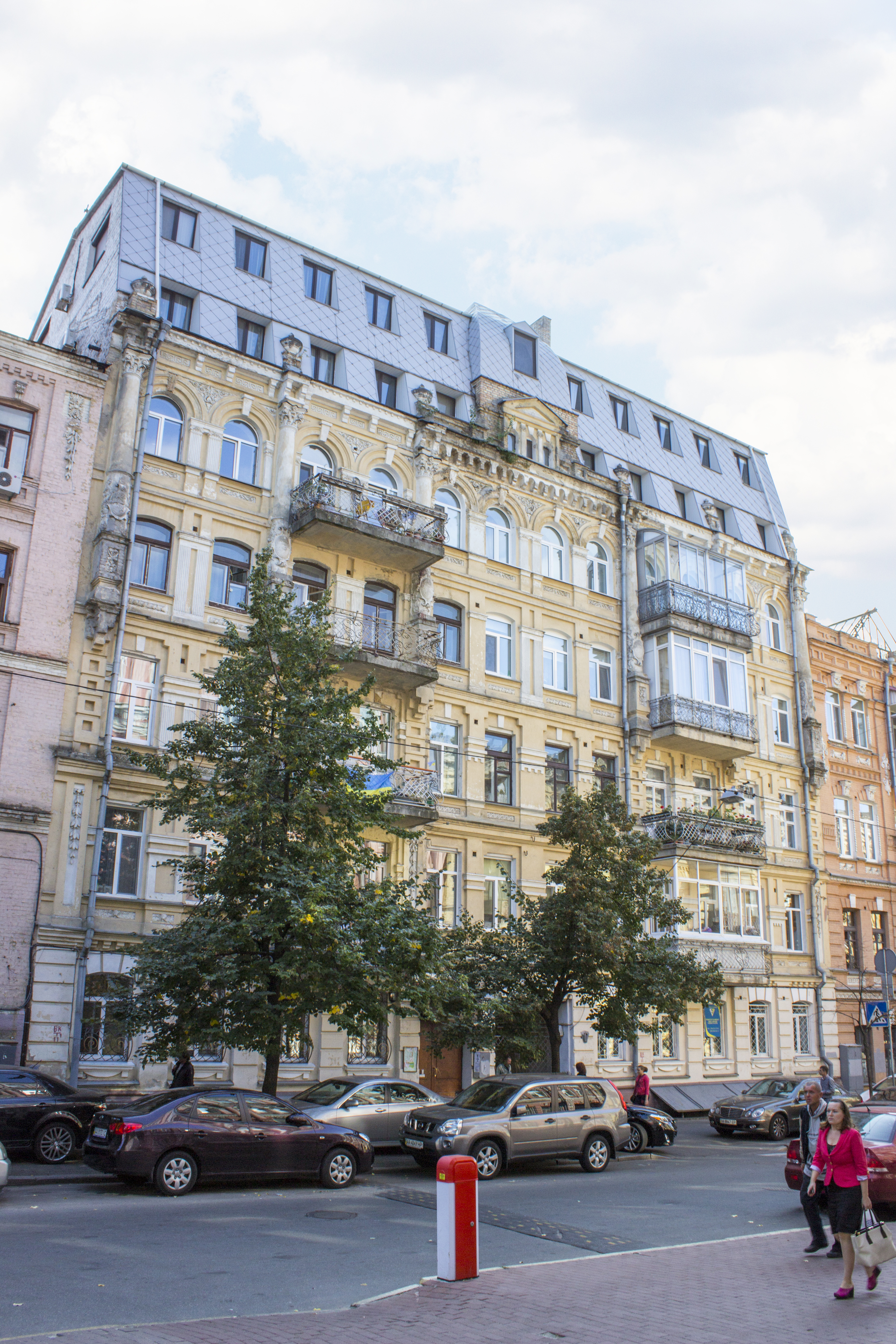
Lypynskogo 9: une façade similaire.
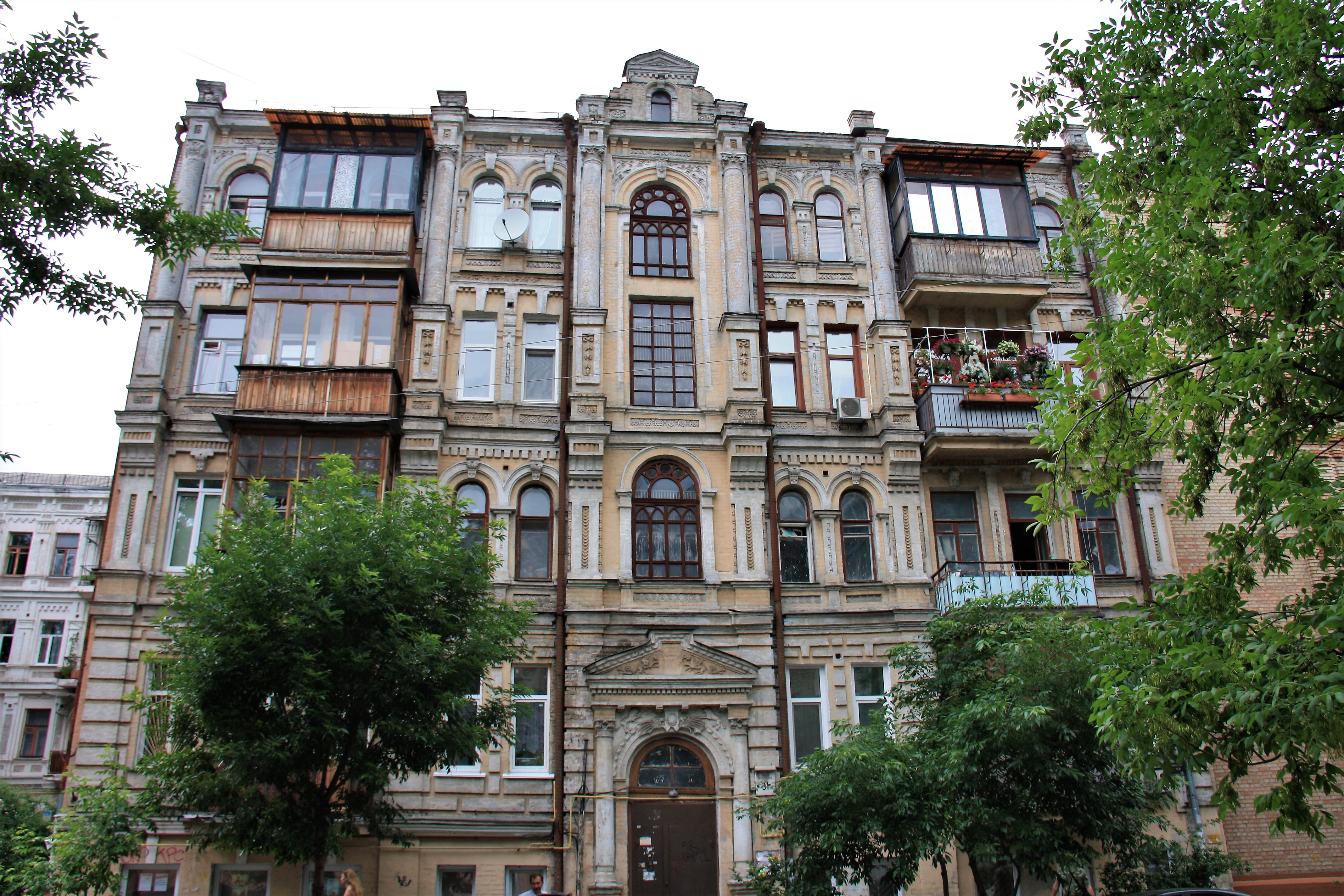
Yaroslavska 31: les mêmes recettes mais des contrastes plus marqués.
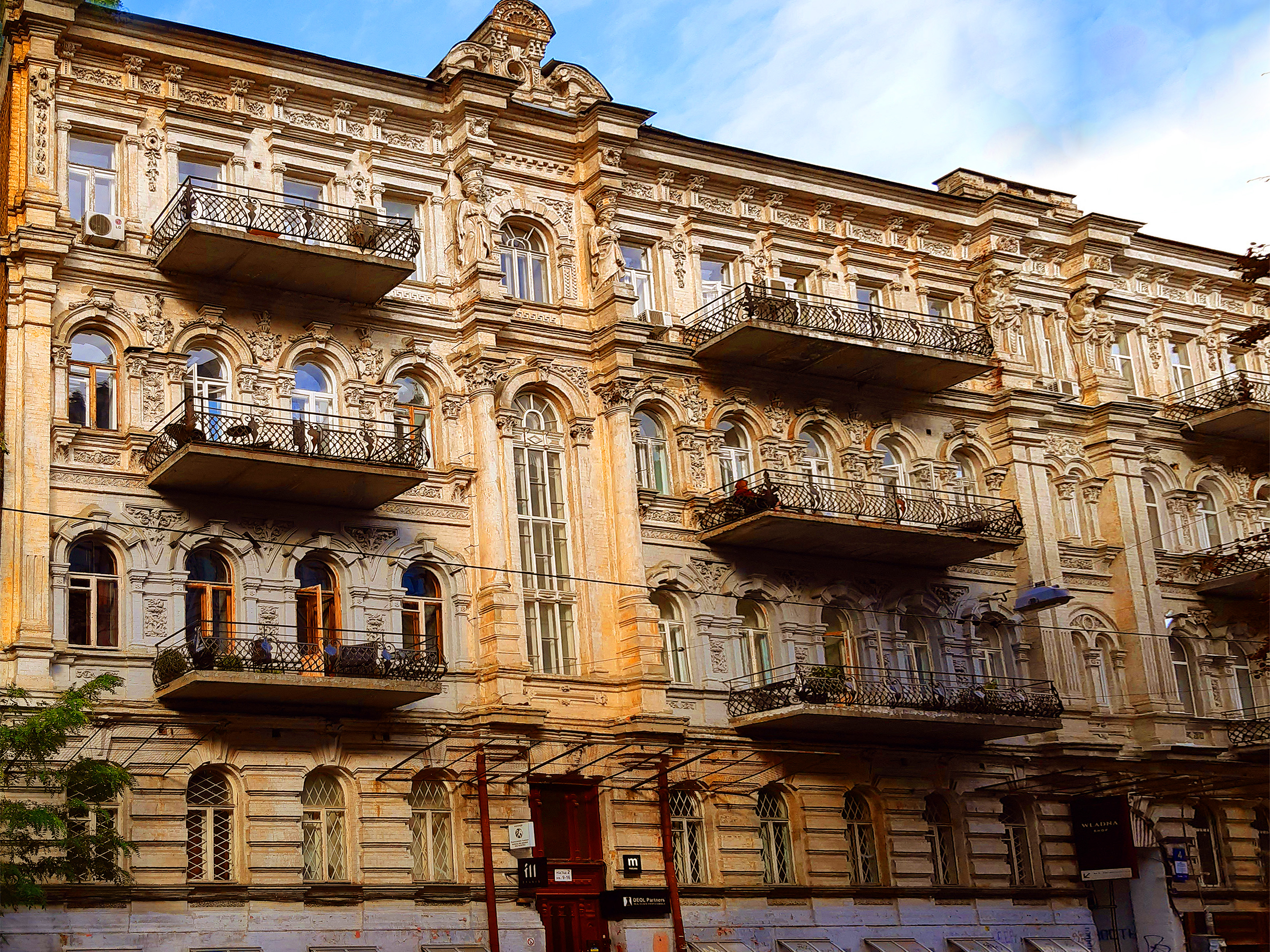
Lypynskogo 4: un chef-d'œuvre foisonnant.

#### Manoirs, hôtels particuliers et projets atypiques

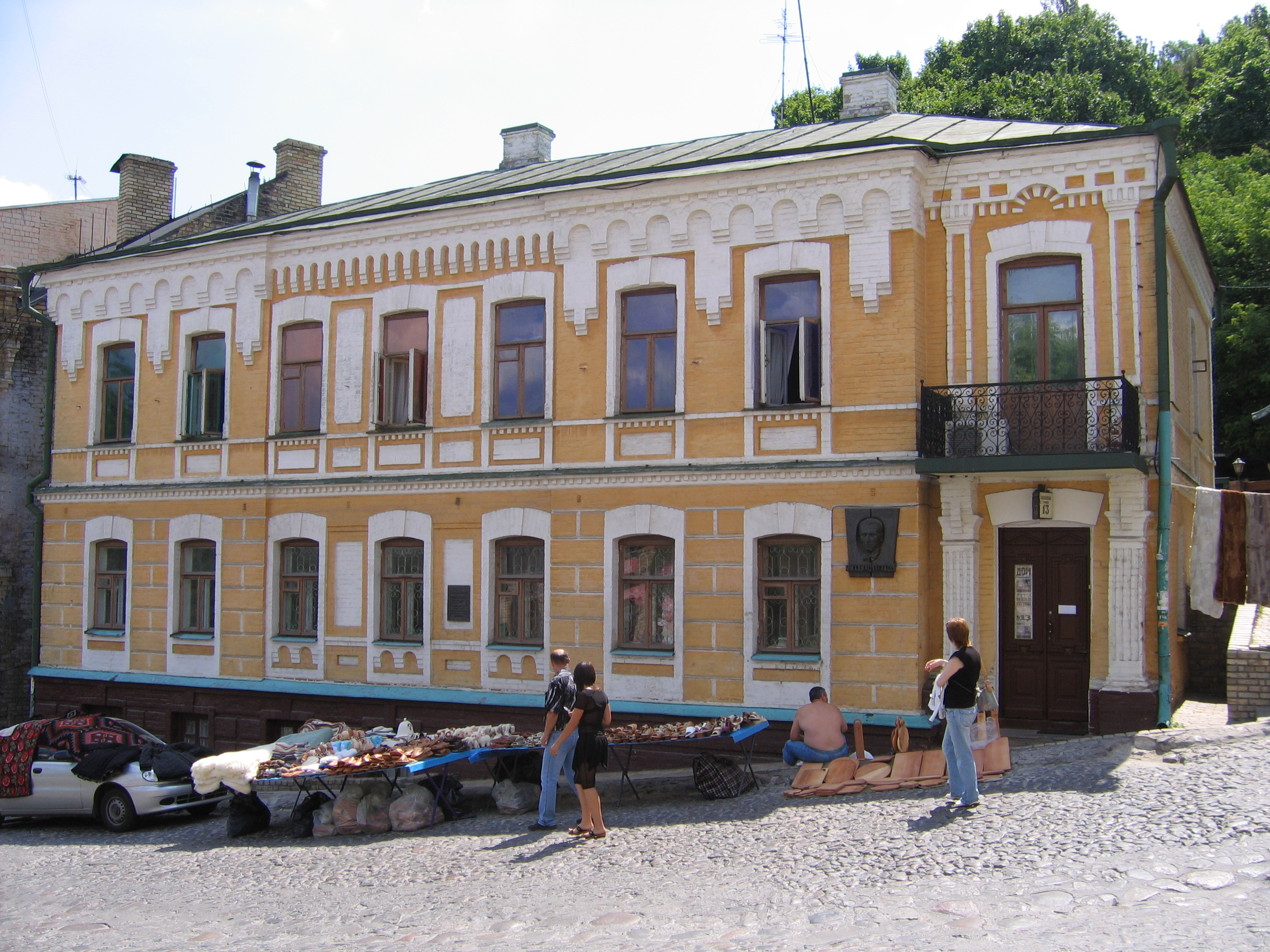
Musée de l'écrivain Mikhaïl Boulgakov.
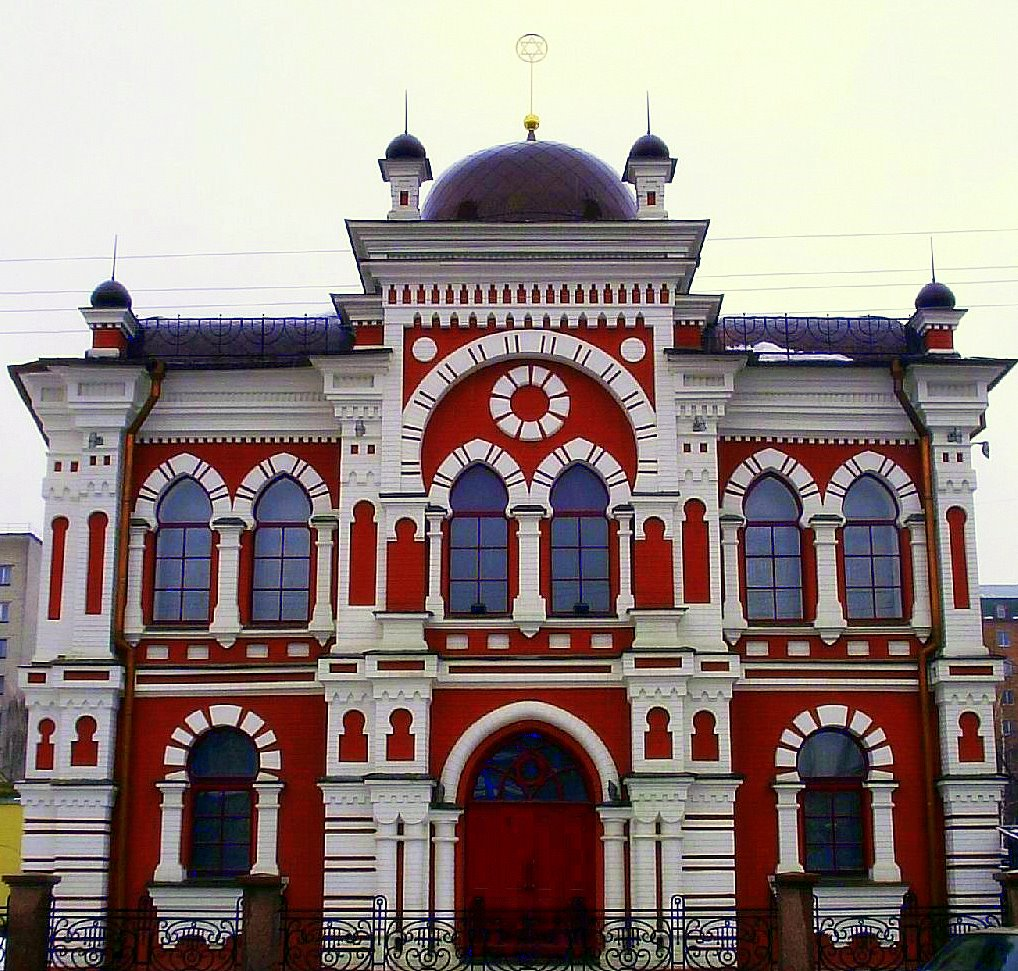
La synagogue de Podil (1894): une réalisation atypique en style néo-mauresque.
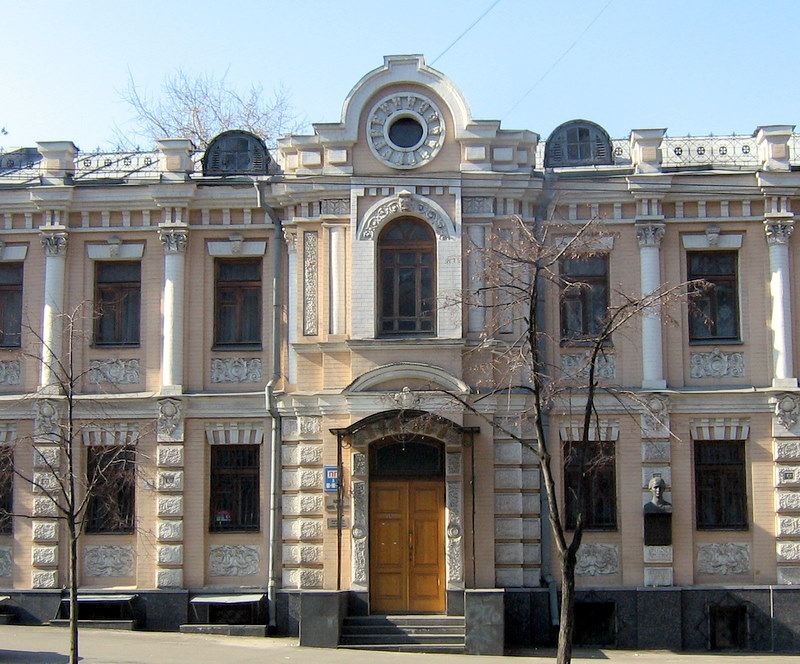
97 Saksahanskoho
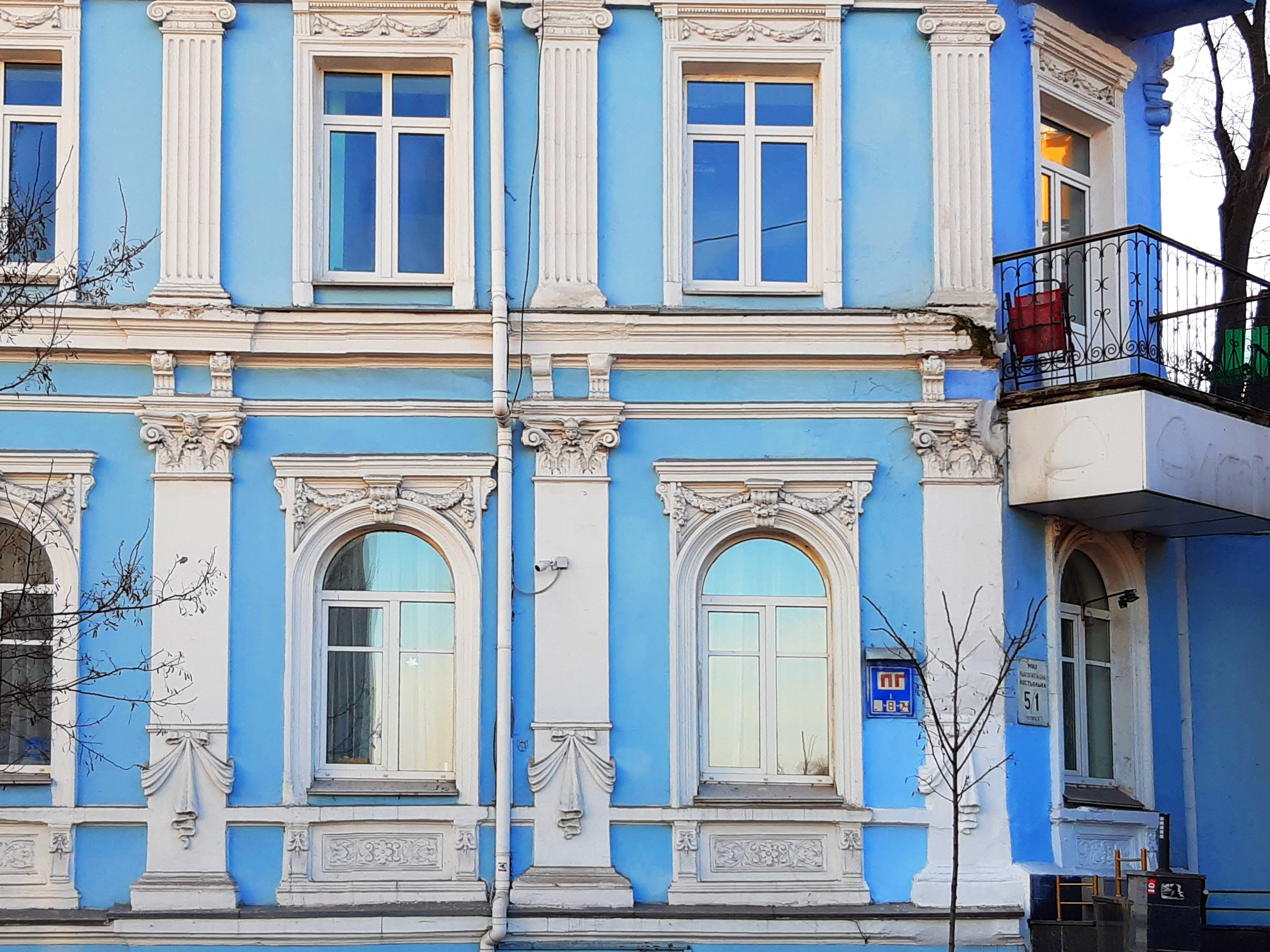
Tryoxsvyatitel'ska 5
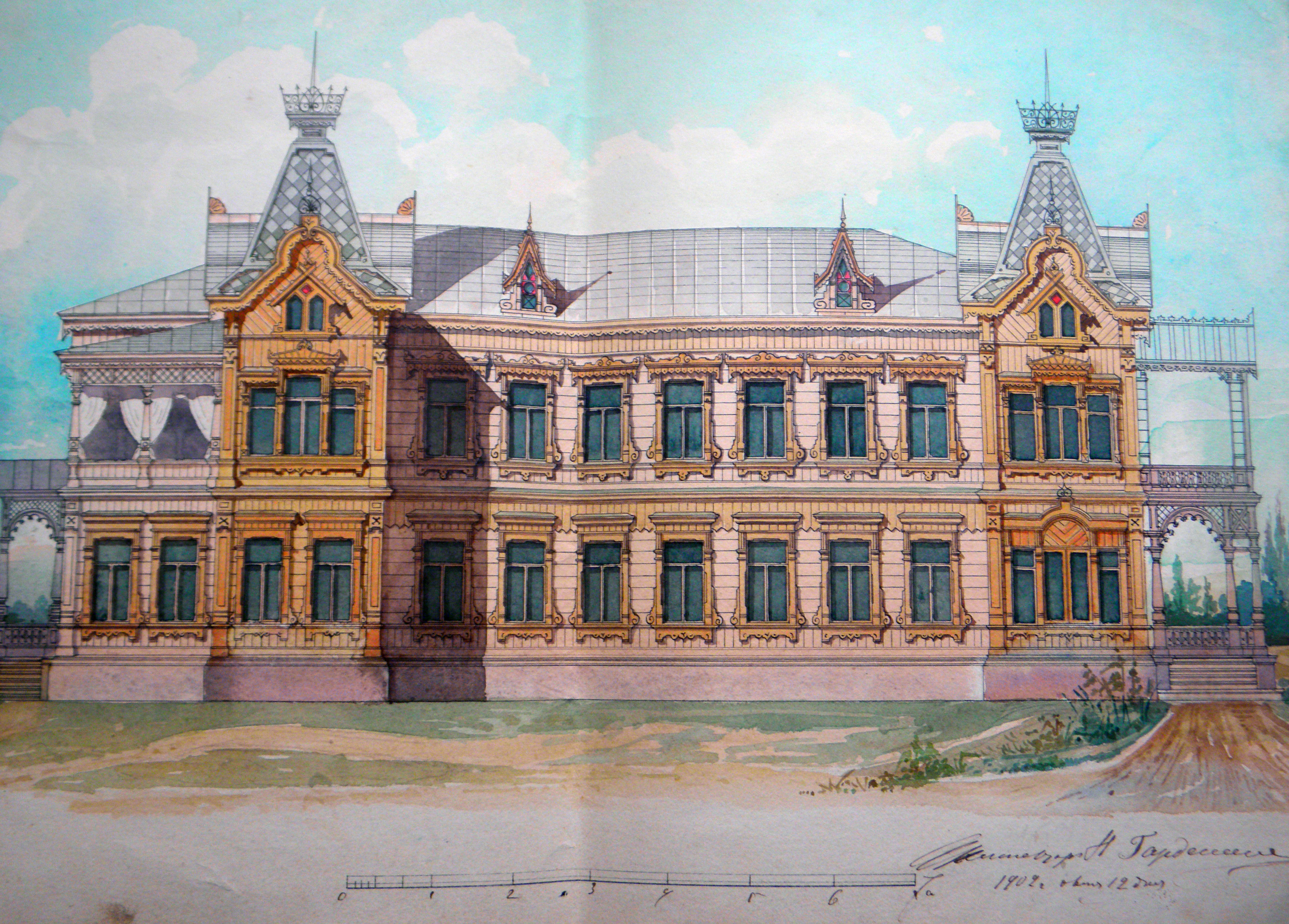
Projet

#### Détails

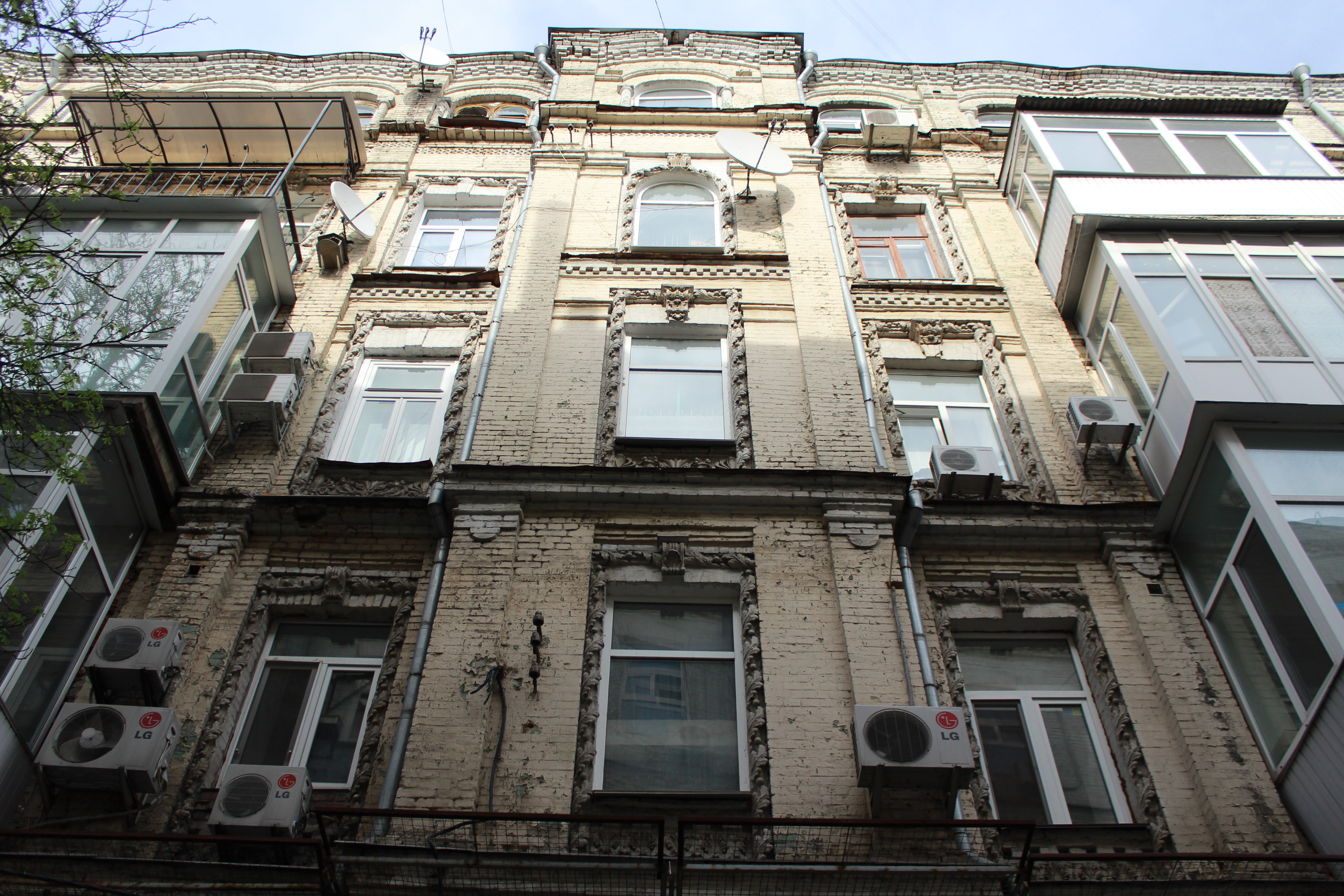
Variété mesurée des fenêtres, décalages sur la façade.
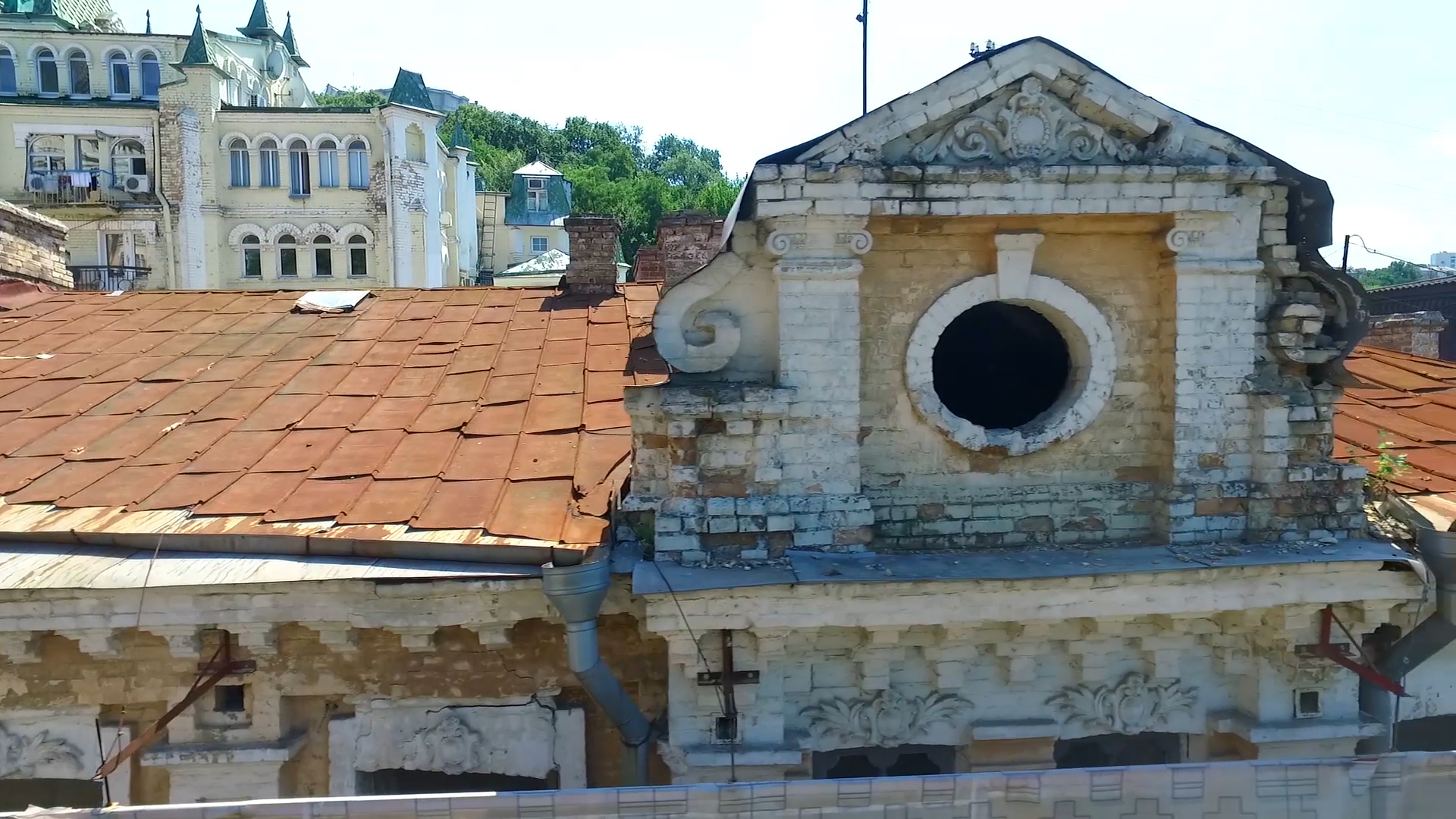
Mise en valeur de la partie centrale du bâtiment par un fronton dédié.
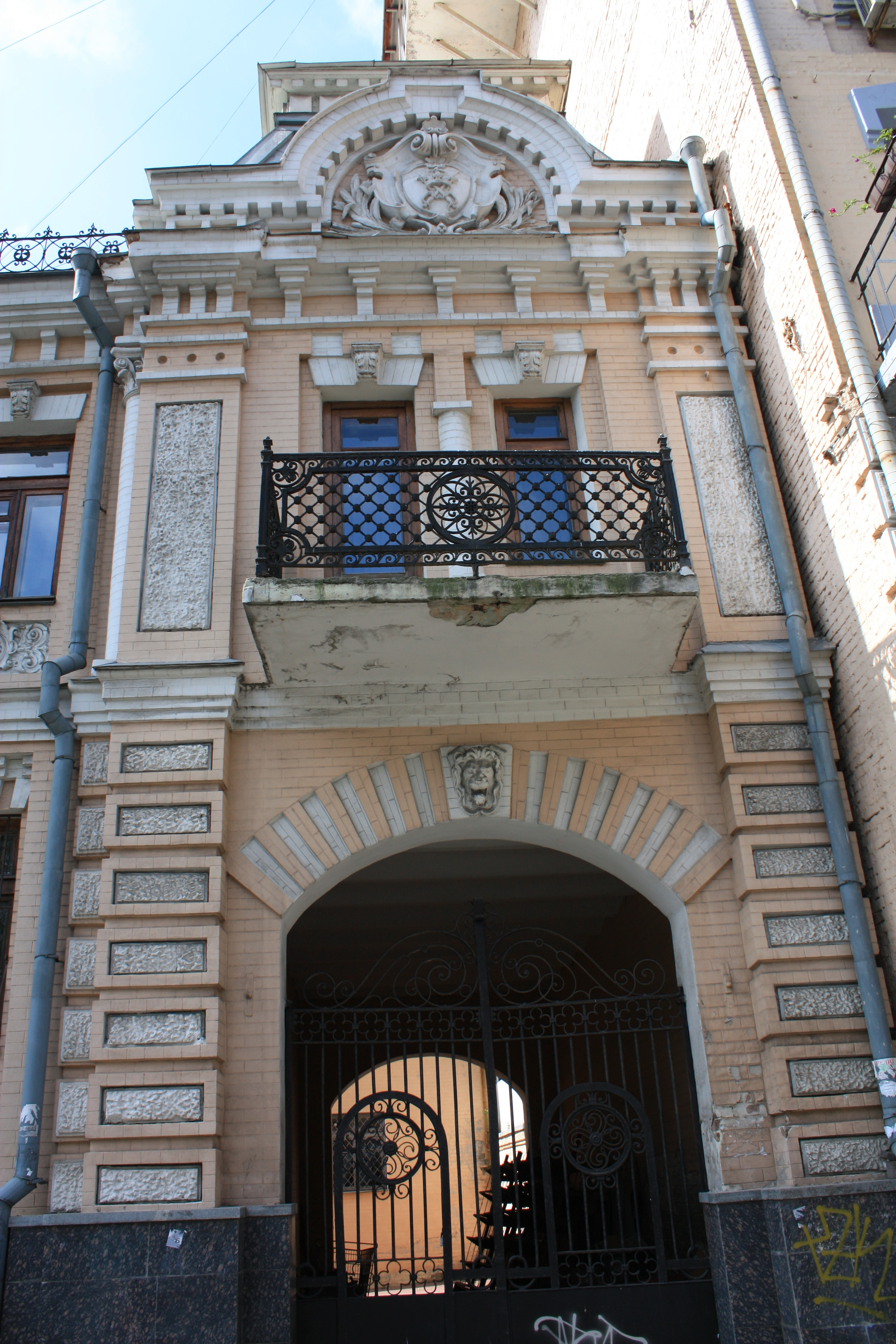
Un recours aux éléments décoratifs typique de Kiev.
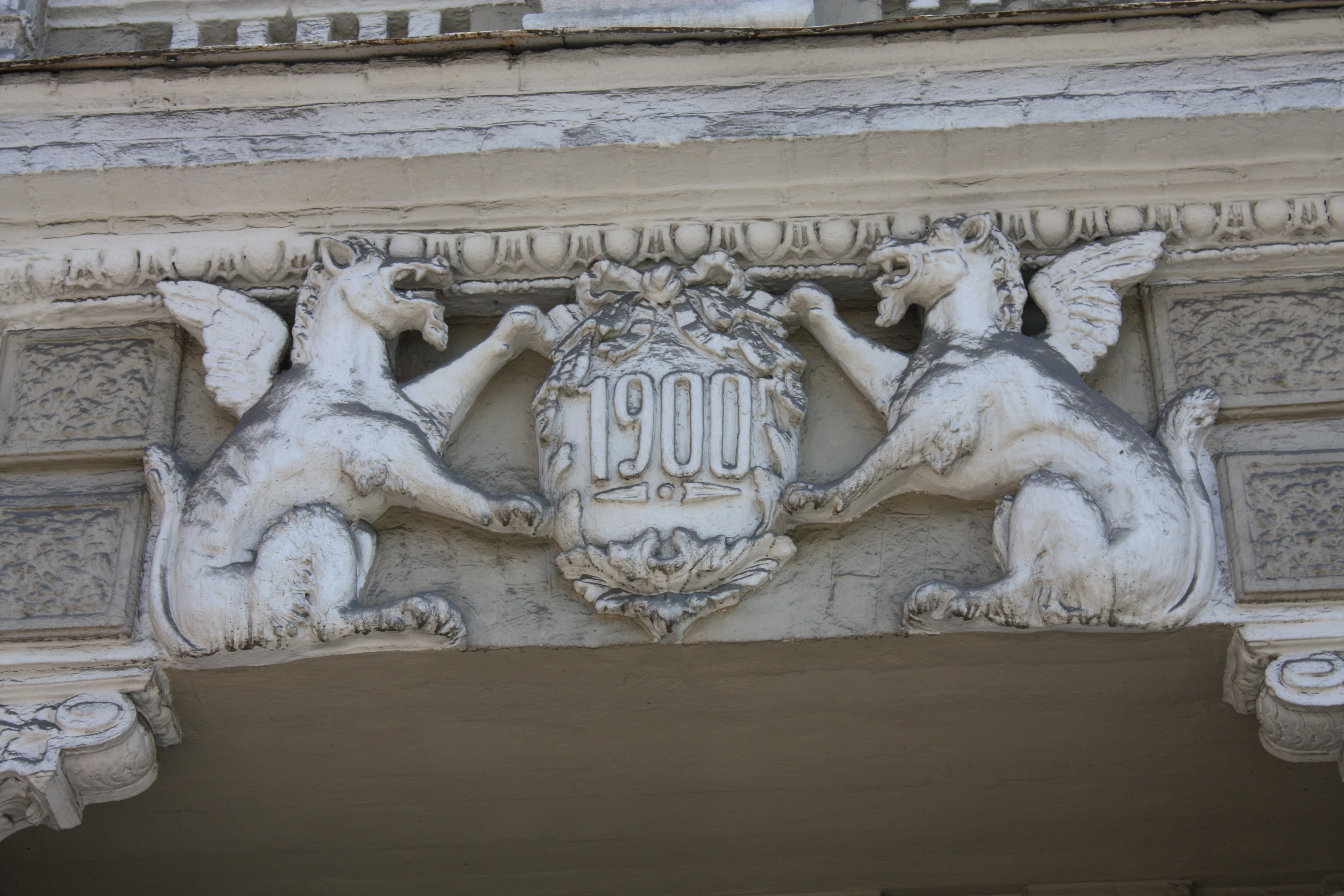
Détail de décor de l'immeuble Sakasankogo 112.
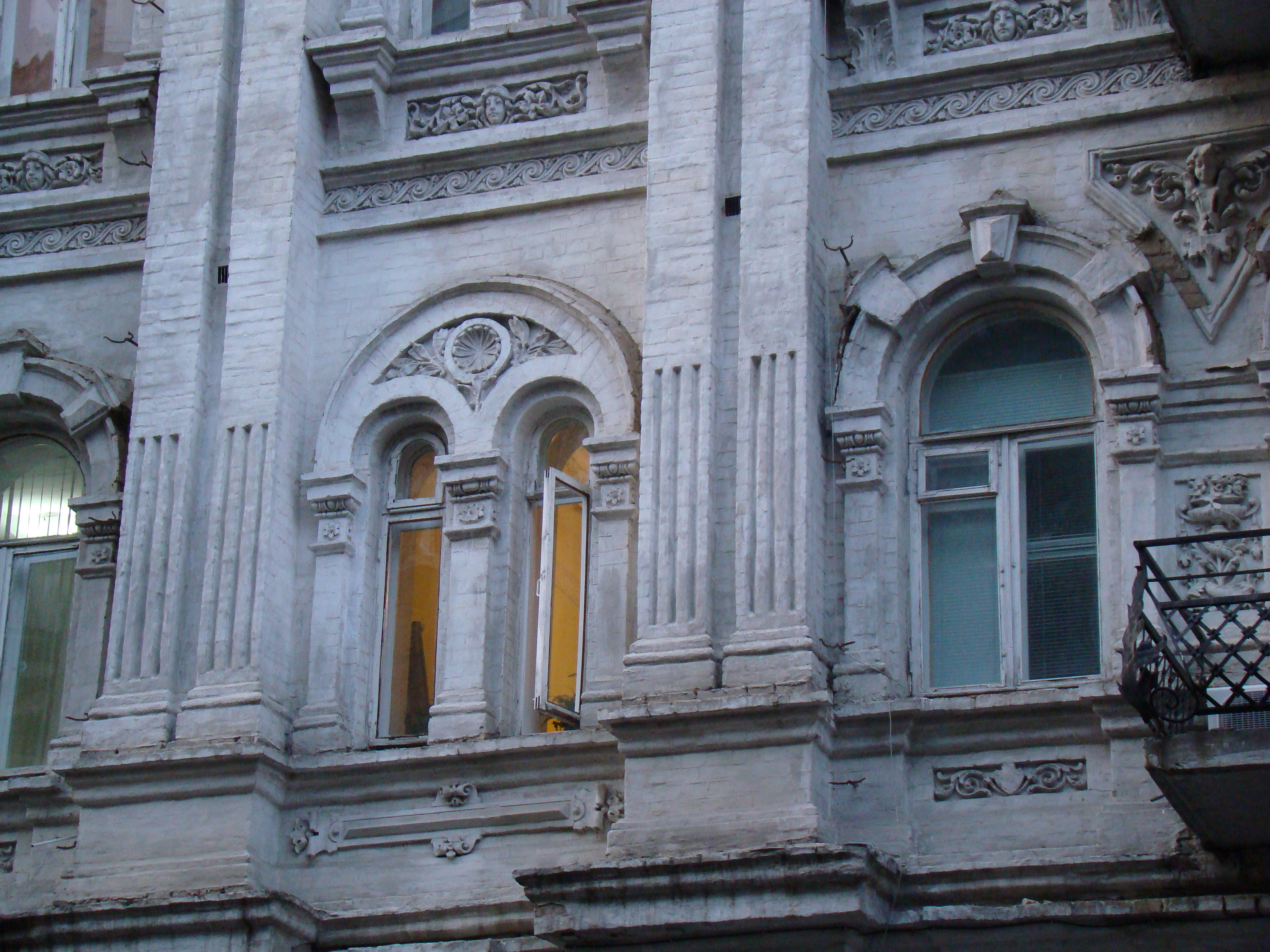
Détail de décor de Lypynsogo 4.
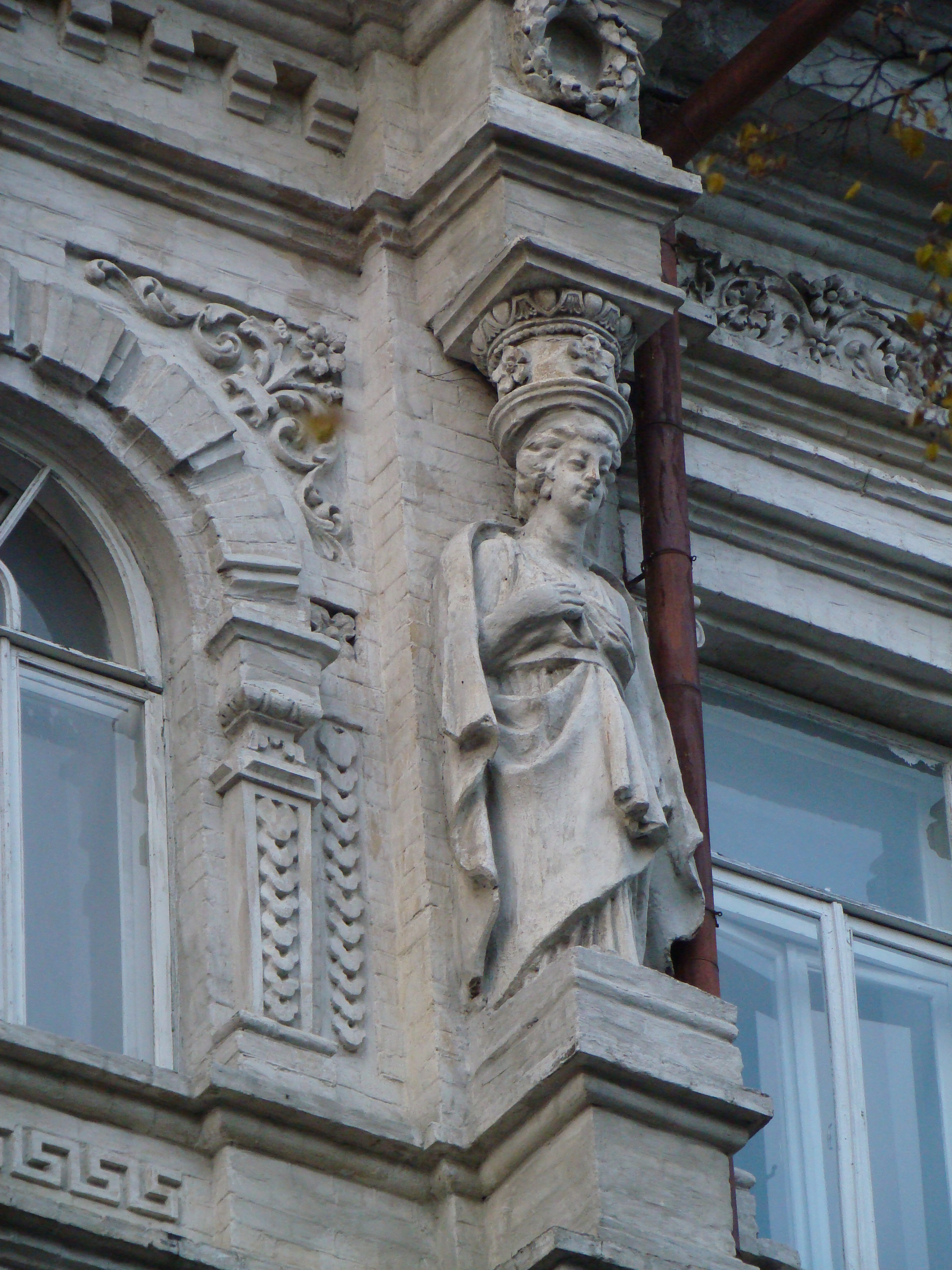
Détail de décor de Lypynsogo 4: cariatide, abondance de rinceau
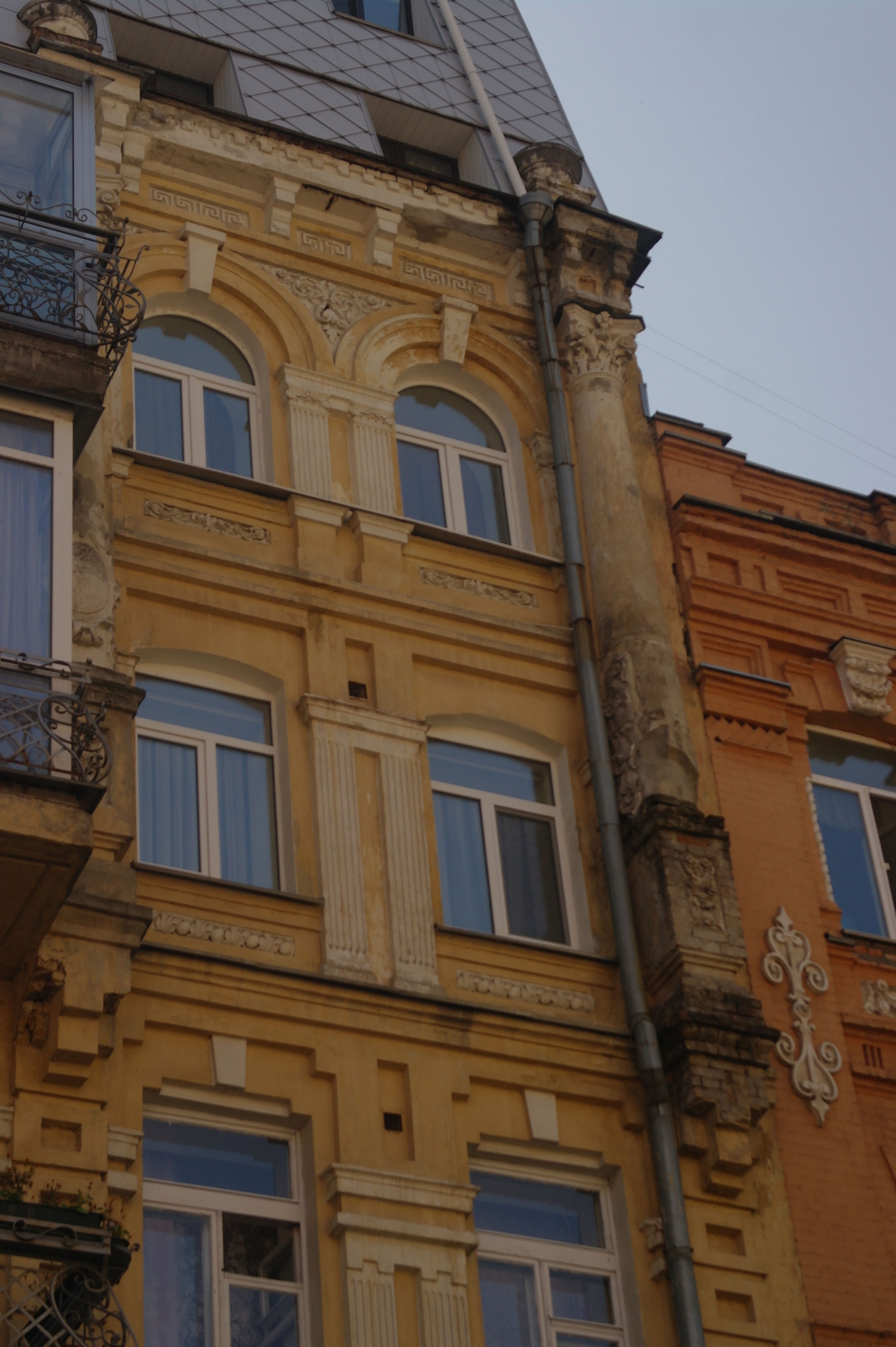
Colonne engagée sur les deux étages supérieurs de l'immeuble.

### Dans la province de Kiev, une architecture essentiellement religieuse

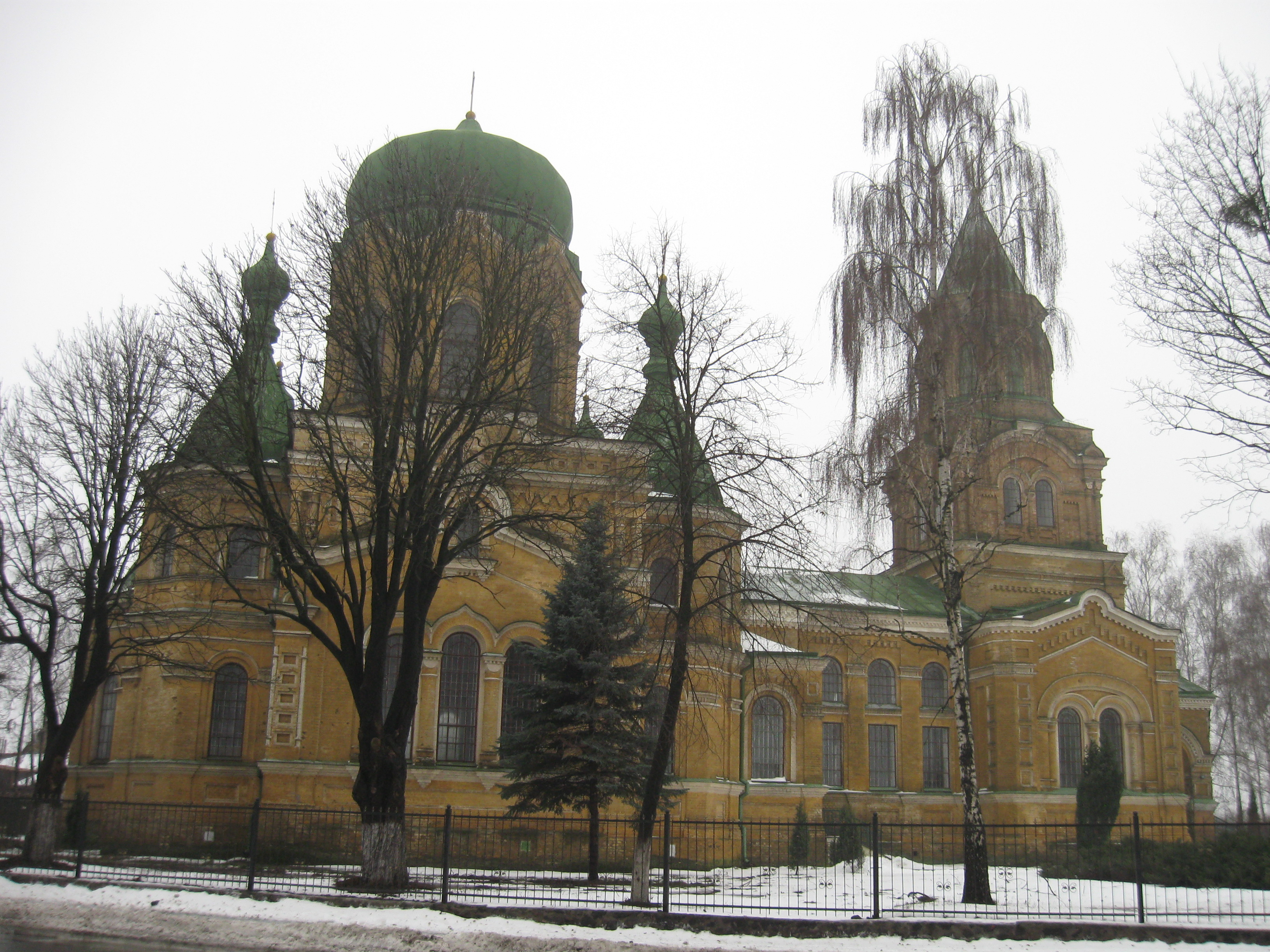
Église de l'Intercession de la Vierge dans le village de Novye Petrovtsy

Dans la province de Kiev, les œuvres suivantes de Nikolaï Gordenine sont connues : 
- l'église Saint-Michel dans la ville de Boyarka (1898-1902);
- l'armature en béton armé de l'église de la Résurrection dans le village de Zazimye (1911-1912);
- l'église en bois de l'Intercession de la Vierge dans le village de Trebouhov, dans le district de Brovary (1910);
- l'église en pierre de l'Intercession de la Vierge dans le village de Novy Petrovtsii dans le district de Vychgorod (1903-1913);
- l'église de pierre de l'Intercession dans le village de Kozarovitchi dans le district de Vychgorod (1901-1909) ; celle-ci n'a pas été conservée, pendant les années de collectivisation, elle a été démantelée et une école à deux étages a été construite en brique; les matériaux récupéré ont servi à la construction de la route de Dymer .

En 1903, M. M. Gordenin a fait un projet d'agrandissement de la cathédrale Saint Antoine et Théodose dans la ville de Vassylkiv avec une extension du vestibule occidental pourvu d'un bassin en bois réalisé par Stepan Kovnir . Le projet n'a pas été réalisé. 

## Sources
- Горденін Микола Миколайович // Митці України: Енциклопедичний довідник / За редакцією А. В. Кудрицького. — К.: УЕ, 1992. — С. 177.
- Бреяк О. В. (завідувач відділу краєзнавства обласного Центру охорони і наукових досліджень пам’яток культурної спадщини управління культури і туризму КОДА) Архітектор Микола Горденін на Державний історико-культурний заповідник у м. Вишгороді (офіційний сайт))
- Барановский Г. В. Юбилейный сборник сведений о деятельности бывших воспитанников Института гражданских инженеров 1842—1892. — СПб. 1893.
- Лукашенко П. Козаровичі. — К., 2003. (укр.)
- Малаков Д. Прибуткові будинки Києва. — К., 2009. (укр.)
- Тимофієнко В. Зодчі України кінця ХVІІІ — початку ХХ століття. Біографічний довідник. — К.: НДІТІАМ, 1999. (укр.)